# NGC 2998
NGC 2998 es una galaxia espiral barrada (SBc) localizada en la dirección de la constelación de Osa Mayor. Posee una declinación de +44°4′54″ y una ascensión recta de 9 horas, 48 minutos y 43,6 segundos.
A galaxia NGC 2998 fue descubierta en 15 de enero de 1788 por William Herschel.